# Centre européen de formation
Le Centre européen de formation (CEF) est un établissement privé d’enseignement à distance.

## Historique
Le Centre européen de formation est fondé à Évreux en 2004 au sein des Éditions Atlas, groupe de produits culturels présidé à l'époque par Bernard Canetti.[réf. nécessaire] Ce dernier délocalise l’établissement privé d’enseignement à distance à Roubaix en 2006.[réf. nécessaire] L’école dirigée par Jean-Michel Bénard migre ensuite au complexe Heron Parc de Villeneuve-d'Ascq en 2011[réf. nécessaire]. Un an plus tard, Éditions Atlas cède la totalité du Centre européen de formation à Bernard Canetti, Jean-Michel Bénard, Jean-Luc Amanatian et Naxicap Partners qui forment ensemble Xynergy Groupe. En 2015, l’école déménage et devient propriétaire de l’Atrium au sein de la Cité scientifique.[réf. nécessaire]

## Activités et parrainages
Le Centre européen de formation propose des formations à distance dans divers secteurs d'activité : bien-être, petite enfance, décoration, métiers animaliers, comptabilité, gestion et ressources humaines, beauté, web, restauration, fleuristerie, management et secrétariat.
Parmi ces formations, certaines sont diplômantes de niveau 3, comme que le CAP pâtissier et boulanger dont Nina Métayer est la marraine. Certaines sont des formations certifiantes préparant au passage d'un titre RNCP, comme la formation d'assistant comptable. D'autres formations, comme la formation ATSEM, préparent au passage de concours. Enfin, le Centre européen de formation propose également des formations qualifiantes, qui ne préparent à aucun examen ou concours. Ces dernières se clôturent par l'obtention d'un certificat indépendant, propre à l'établissement. Certaines de ces formations ont été touchées par des controverses, énoncées dans la section dédiée.
Le Chef Michel Sarran est parrain du CAP Cuisine proposé par l'entreprise.

## Sociétés annexes
Xynergy Groupe, basé à Villeneuve-d'Ascq, rassemble la société de produits minceur vendus par correspondance Comme j'aime, le Centre européen de formation, ainsi que Biotyfull Box, spécialisé dans les produits de beauté bio. Ces structures sont codirigées par les enfants de Bernard Canetti et un ami de longue date de ce dernier.

## Controverse
En avril 2021, le Centre européen de Formation est poursuivi pour pratiques commerciales trompeuses. L'entreprise aurait entre autres proposé une formation préparant au concours d’agent de la DGCCRF le concours n'existant pourtant plus depuis 2009. Le CEF aurait aussi délivré des attestations de fin de formation comportant des mentions non reconnues sur le marché du travail. Il est aussi poursuivi pour avoir proposé des contrats de crédits sans remplir les devoirs légaux d'information, ainsi que de soutirer la signature de contrat en utilisant des pratiques commerciales trompeuses.
En 2021, l'association 60 millions de consommateurs délivre au Centre européen de formation un Cactus, sorte de bonnet d'âne attribué aux entreprises aux pratiques douteuses. L'association de consommateurs lui reproche un harcèlement opéré par ses équipes de télévente, un argumentaire agressif pour convaincre les interlocuteurs de signer sans délai, des certifications douteuses et le détournement de logos officiels. Certaines de ces pratiques sont aussi dénoncées par une ancienne salariée de l'entreprise : « Je devais vendre au minimum 24 formations par jour pour avoir une prime de 150 € bruts. Le meilleur à l’époque en faisait douze par jour. On harcelait le client, on le mettait mal à l’aise, on le culpabilisait. J’ai vendu des formations à des mineurs, des gens au RSA. Tout en sachant qu’il y avait des formations moins chères. ».
Parfois jugées agressives et trompeuses, ses méthodes marketing font débat. Le 7 juillet 2022, le Centre européen de formation, accusé par 112 victimes de pratiques commerciales trompeuses, est reconnu coupable de tromperie par le tribunal judiciaire de Lille à la suite de plaintes et d'une enquête de la direction départementale de la Protection des populations (DDPP). Le CEF est condamné à 60 000 euros d'amende.